# Touffailles

Touffailles este o comună în departamentul Tarn-et-Garonne din sudul Franței. În 2009 avea o populație de 396 de locuitori.

## Evoluția populației
| An        | 1975 | 1982 | 1990 | 1999 | 2006 | 2009 |
| --------- | ---- | ---- | ---- | ---- | ---- | ---- |
| Populație | 361  | 361  | 359  | 346  | 371  | 396  |